# Organisation ehemaliger Schüler/innen katholischer Einrichtungen
Die Organisation ehemaliger Schüler/innen katholischer Einrichtungen (englisch: World Organisation of former Students of Catholic Education; OMAEC) ist eine internationale Vereinigung von Gläubigen in der römisch-katholischen Kirche mit Sitz in Rom. Die OMAEC ist eine NGO und als solche hat sie eine Beraterfunktion bei der UNESCO, der ECOSOC, bei der UNICEF und der Internationalen Arbeitsorganisation (ILO).

## Geschichte
Auf dem Eucharistischen Weltkongress 1960 in München unterbreitete Kardinal Augustin Bea SJ (1881–1968) seine Idee zur Gründung einer Organisation für ehemalige Schüler katholischer Einrichtungen. Zur ersten Gruppe zählten ehemalige Jesuitenschüler, von ihnen wird eine internationale Studienkommission eingerichtet. Die offizielle Gründung der OMAEC erfolgte 1976, wobei sie sich verpflichtete dem „Internationalen Katholischem Büro für Unterricht und Erziehung“  beizutreten. 
Noch im Gründungsjahr wurde sie kirchenrechtlich anerkannt und wurde später vom Päpstlichen Rat für die Laien in die Liste der Vereine und Vereinigungen von Gläubigen päpstlichen Rechts aufgenommen. Ihr gehören insgesamt 66 Organisationen, in den unterschiedlichsten Formen, an.

## Selbstverständnis
Als ihr oberstes Ziel definiert die OMAEC die Unterstützung katholischer Schüler und die Verbreitung von christlichen Werten. Im praktischen Bereich bedeutet dieses, dass sich die Mitglieder sozial engagieren und die christliche Erziehung im Geiste der Kirche fördern.

## Organisation und Ausweitung
Die alle drei Jahre stattfindende Generalversammlung ist das höchste Gremium der OMAEC, gleichzeitig findet ein Fachkongress statt. Von den Delegierten zur Generalversammlung werden ein Direktionskomitee (Präsident, 3 Vizepräsidenten, Generalsekretär und Stellvertreter, Schatzmeister und Stellvertreter) und ein Exekutivrat gewählt. 1987 wurde die ständige „Johannes-Kommission“ eingesetzt. Die internationale Vereinigung unterteilt sich organisatorisch in die UNAEC (Europa) und ULAEC (Lateinamerika und Karibik), zu den Mitgliedern zählen 11 internationale, 12 nationale und 2 kontinentale Organisationen und Verbände, die weltweit in 30 Ländern vertreten sind. Ihren Hauptsitz hat die Organisation in Rom, ihren Verwaltungssitz ist Paris und der Sitz des Präsidenten ist Madrid. Darüber hinaus korrespondieren mit der OMAEC weiter Vereinigungen aus 41 Länder, dazu gehört auch Deutschland. Von der OMAEC werden weltweit fast 150 Millionen Menschen, unterschiedlichster Konfessionen, die in katholischen Bildungseinrichtungen erzogen und unterrichtet wurden, vertreten.